# Anselm il Maresciallo, VI conte di Pembroke
Anselm Marshal, VI conte di Pembroke e conte maresciallo di Inghilterra (... – 23 dicembre 1245), figlio di Guglielmo il Maresciallo e di Isabella di Clare, successe al fratello Walter Marshal, V conte di Pembroke.

## Biografia
Anselm il Maresciallo fu il quinto e ultimo dei figli di Guglielmo il Maresciallo e di Isabella di Clare a detenere la carica di conte maresciallo.
Succedette al fratello Walter il 24 novembre 1245, ma morì dopo solo un mese, il 23 dicembre, al castello di Chepstow; fu sepolto nella Tintern Abbey.
Quando Guglielmo il Maresciallo stava dettando le sue volontà nel 1219, inizialmente intendeva non lasciar niente al suo figlio più giovane Anselm, che era stato così chiamato in onore del fratello minore di Guglielmo.
Si è ritenuto che egli intendesse elevare il giovane Anselm da un basso rango ad uno elevato per i suoi meriti, proprio come fece lo stesso Guglielmo da giovane cavaliere errante.
Però i suoi consiglieri convinsero l'ormai malato Maresciallo ad assegnare ad Anselm un piccolo appezzamento di terra.
Anselm fu sposato a Maud, la figlia di Humphrey de Bohun, conte di Hereford e di Essex.
Essi non ebbero figli e le proprietà di Anselm furono suddivise tra le sue quattro sorelle ancora viventi, Isabel, Sibyl, Eva e Joan, con i loro rispettivi mariti.
La Contea di Pembroke rimase vacante fino al 1247, quando fu ricreata per William de Valence, marito di Joan de Munchensi, erede della sorella di Anselm Joan e di suo marito Warin de Munchensi.
L'estinzione degna di nota della linea ereditaria maschile della famiglia Marshall fu imputata a una maledizione data alla famiglia nel 1218 dal vescovo di Ferns Ailbe Ua Maíl Mhuaidh (morto nel 1223).
Ciascuno dei cinque figli di Guglielmo il Maresciallo ereditò successivamente il titolo, ma, come predisse Ua Maíl Mhuaidh, nessuno di loro ebbe figli e la linea ereditaria maschile si estinse.